# Vladikavkaz
Vladikavkaz (rusky Владикавка́з; osetsky Дзæуджыхъæу – Dzæudžyk'æu / Dzaudžikau) je hlavní město Severní Osetie-Alanie, republiky na jihu Ruské federace v Severokavkazském federálním okruhu. Žije zde přibližně 304 tisíc obyvatel. Město se rozkládá na jihu Severní Osetie na úpatí Kavkazu podél toku řeky Těrek a je výchozím bodem jak gruzínské vojenské cesty přes Darialskou soutěsku do Tbilisi, tak transkavkazské magistrály vedoucí Rokským tunelem do Severní Osetie a města Gori v Gruzii. Je zde univerzita (od 1967) a vysoké školy. Průmysl je zde potravinářský, textilní, chemický, hutnický (neželezné kovy) a strojírenský.

## Geografie

### Podnebí
| Vladikavkaz – podnebí              | Vladikavkaz – podnebí | Vladikavkaz – podnebí | Vladikavkaz – podnebí | Vladikavkaz – podnebí | Vladikavkaz – podnebí | Vladikavkaz – podnebí | Vladikavkaz – podnebí | Vladikavkaz – podnebí | Vladikavkaz – podnebí | Vladikavkaz – podnebí | Vladikavkaz – podnebí | Vladikavkaz – podnebí | Vladikavkaz – podnebí |
| Období                             | leden                 | únor                  | březen                | duben                 | květen                | červen                | červenec              | srpen                 | září                  | říjen                 | listopad              | prosinec              | rok                   |
| ---------------------------------- | --------------------- | --------------------- | --------------------- | --------------------- | --------------------- | --------------------- | --------------------- | --------------------- | --------------------- | --------------------- | --------------------- | --------------------- | --------------------- |
| Nejvyšší teplota [°C]              | 20,2                  | 22,6                  | 30,3                  | 34,0                  | 33,1                  | 38,0                  | 37,5                  | 39,2                  | 38,2                  | 33,5                  | 24,8                  | 27,2                  | 39,2                  |
| Průměrné denní maximum [°C]        | 3,3                   | 3,5                   | 8,3                   | 15,3                  | 19,9                  | 23,8                  | 26,2                  | 25,7                  | 21,3                  | 15,4                  | 8,8                   | 4,9                   | 14,7                  |
| Průměrná teplota [°C]              | −1,2                  | −1,0                  | 3,8                   | 10,2                  | 14,8                  | 18,7                  | 21,2                  | 20,7                  | 16,3                  | 10,6                  | 4,5                   | 0,4                   | 9,9                   |
| Průměrné denní minimum [°C]        | −5,7                  | −5,6                  | −0,8                  | 5,1                   | 9,8                   | 13,6                  | 16,2                  | 15,7                  | 11,2                  | 5,7                   | 0,1                   | −4,1                  | 5,1                   |
| Nejnižší teplota [°C]              | −23,0                 | −23,0                 | −20,0                 | −8,0                  | −1,2                  | 5,0                   | 7,5                   | 6,0                   | 0,7                   | −10,0                 | −17,7                 | −20,0                 | −23,0                 |
| Průměrné srážky [mm]               | 29,6                  | 31,9                  | 56,2                  | 88,4                  | 144,7                 | 177,7                 | 119,3                 | 92,3                  | 72,7                  | 58,5                  | 42,1                  | 32,0                  | 945,4                 |
| Zdroj: Климат и погода Владикавказ |                       |                       |                       |                       |                       |                       |                       |                       |                       |                       |                       |                       |                       |

## Historie
V roce 1784 byla založena pevnost chránící dopravní cestu do Gruzie, samotné město roku 1860. Vladikavkaz nesl v letech 1931 až 1944 a 1954 až 1990 jméno Ordžonikidze, v letech 1944–1954 jméno Dzaudžikau.
Ordžonikidze-Vladikavkaz a severně ležící Terekli Mekteb v kalmycké stepi (od Kaspického moře vzdálený 80 km) byly koncem roku 1942 nejjihovýchodějším, resp. nejvýchodnějším místem, kam na území Sovětského svazu dorazil německý wehrmacht.

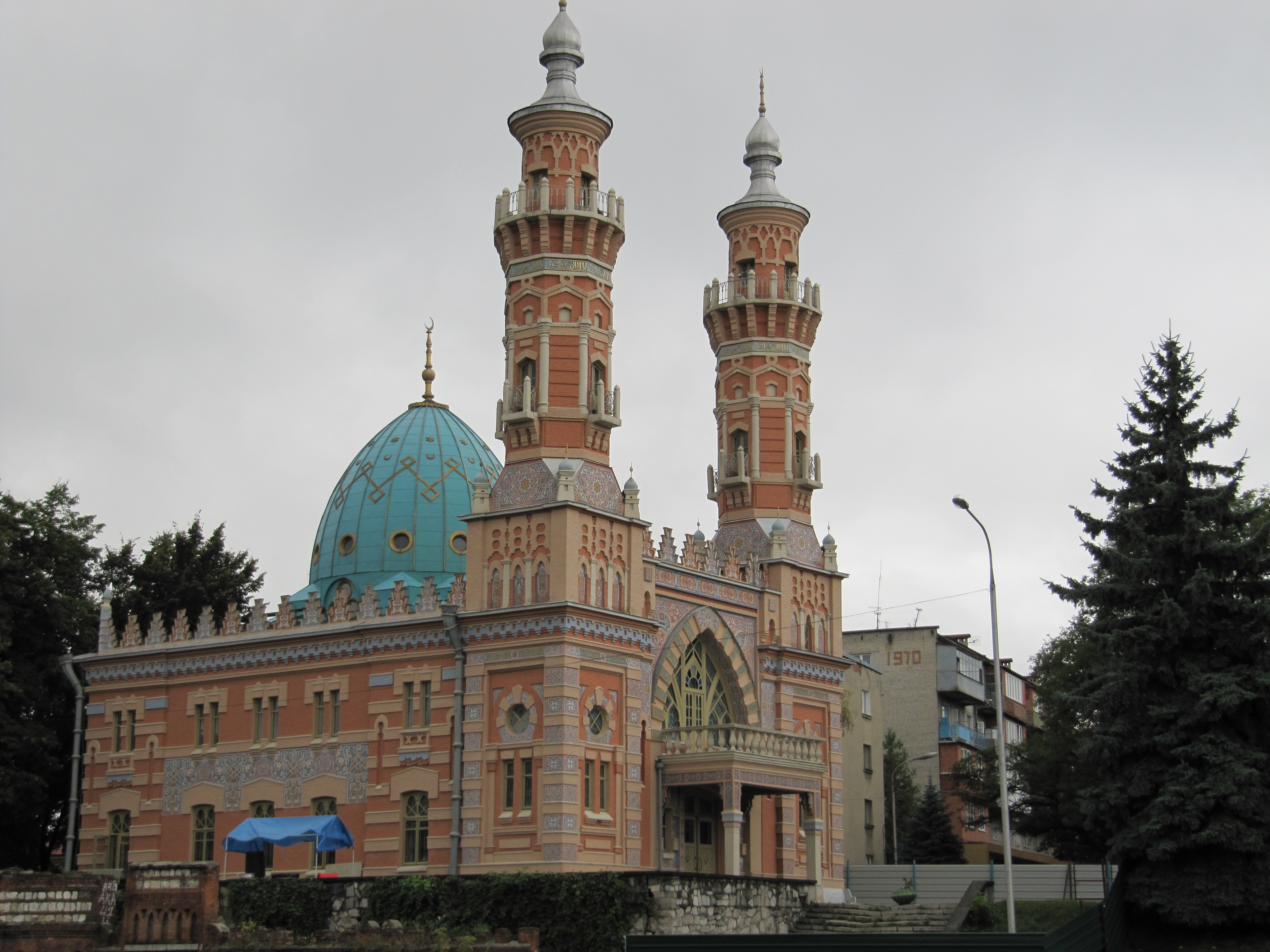
Mešita ve Vladikavkazu

## Partnerská města
- Kardžali, Bulharsko (1962)
- Batumi, Gruzie (1973)
- Čerkesk, Rusko (1993)
- Severodvinsk, Rusko (2009)
- Vladivostok, Rusko (2009)
- Jalta, Ukrajina (2010)
- Cchinvali, Jižní Osetie (2012)
- Vraca, Bulharsko (2012)
- Baltimore, Spojené státy americké (2021)
- Machačkala, Rusko
- Nalčik, Rusko